# Dávid Škutka
Dávid Škutka (* 25. května 1988, Snina, Československo) je slovenský fotbalový útočník, od ledna 2017 bez angažmá. Mimo Slovensko působil na klubové úrovni v Česku.

## Klubová kariéra
Svoji fotbalovou kariéru začal v MFK Snina, odkud v průběhu mládeže přestoupil do MFK Košice.

### MFK Košice
V roce 2008 se propracoval do prvního mužstva, kde se postupně stal oporou. Během svého působení odehrál za tým dohromady 126 utkání, v kterých vstřelil 28 branek.

### SK Slavia Praha
Po skvělých výkonech během podzimní části sezony 2012/13 přestoupil do SK Slavia Praha, kde podepsal smlouvu na 3½ roku. Debutoval zde v prvním ligovém zápase jarní části sezóny 2012/13 24. února 2013 proti domácí Sigmě Olomouc, který Slavia prohrála 1:2. Škutka se dostal na hřiště v průběhu druhého poločasu a ke konci měl obrovskou šanci na vyrovnání, ale olomoucký brankář Zdeněk Zlámal vytáhl fantastický zákrok.
16. března 2013 vstřelil premiérový gól za Slavii Praha proti Liberci (ve svém čtvrtém ligovém zápase), když zvyšoval na průběžných 2:1 pro Slavii. Utkání Gambrinus ligy nakonec skončilo vítězstvím pražského týmu 3:1. V prosinci 2013 Slavia oznámila Škutkovi, že si může hledat nové angažmá.

### FC Baník Ostrava (hostování)
V únoru 2014 odešel ze Slavie do FC Baník Ostrava na půlroční hostování, smlouva obsahovala i opci na trvalý přestup. Debutoval zde v prvním jarním ligovém zápase Ostravy 23. února 2014 proti Viktorii Plzeň (porážka 1:2). Celkem za Baník odehrál do konce sezony 2013/14 8 utkání a vstřelil 1 gól, poté se vrátil do Slavie.

### MFK Košice (hostování)
Před sezonou 2014/15 se vrátil do Košic, kam zamířil na roční hostování. Během půl roku nastoupil k 15 střetnutím, ve kterých se 3x gólově prosadil.

### FO ŽP ŠPORT Podbrezová (hostování)
V únoru 2015 odešel na další hostování, tentokrát do FO ŽP ŠPORT Podbrezová, tehdejšího nováčka nejvyšší soutěže. Na jaře 2015 za klub vstřelil 6 gólů ve 13 zápasech.

### TJ Spartak Myjava
V létě 2015 Slavii definitivně opustil a podepsal roční kontrakt s klubem TJ Spartak Myjava. Po roce v mužstvu skončil. Za klub nastoupil k 21 střetnutím, dal v nich dvě branky.

### MFK Zemplín Michalovce
V létě 2016 se vrátil na východní Slovensko, posílil klub MFK Zemplín Michalovce. Působil zde pouze do konce kalendářního roku 2016.